# Краљевска библиотека манастира Сан Лоренцо де Ел Ескоријал
Краљевска библиотека манастира Сан Лоренцо де Ел Ескоријал (шп. Real Biblioteca del Monasterio de San Lorenzo de El Escorial), такође познат као Ла Ескуриаленсе (шп. la Escurialense)  или Ла Лаурентина (шп.  la Laurentina), је велика шпанска Ренесансна библиотека коју је основао Филип II (шп. Felipe II) , налази се у мадридском граду Сан Лоренцо де Ел Ескоријал, која је саставни део манастирског наслеђа Ел Ескоријала.

## Мотивација
Идеја Филипа II да направи велику библиотеку у Шпанији има следеће главне разлоге:
- хуманистички карактер самог краља, особе са великом интелектуалном обуком, као и великог библиофила, који је импулс библиотеке сматрао природним. Најновија историографија сковала је термин Богата библиотека да се односи на приватну библиотеку Филипа II, која се сматрала заметком Ескоријала или, бар, великим доприносом у њене фондове.
- контекст хуманизма , културног покрета карактеристичног за ренесансу , који је подразумевао сталну промоцију свих интелектуалних активности;
- потреба за седиштем суда на фиксном месту;
- дело монархових саветника, од којих су многи хуманисти, који су на челу са Бенитом Ариасом Монтаном (шп. Benito Arias Montanо) поставили курс шпанске културе овог тренутка. Сви су били сјајни читаоци и библиофили, па су радо саветовали краља о политици [1]

## Процес обуке
Стварање велике библиотеке у Шпанији имао је на уму Филип II од 1556. године, али је пројекат одложио „ трансхумантни карактер “ шпанског двора .  Тада је краљ рекао неким од својих саветника, попут Паеза де Кастра (шп. Páez de Castro) , да почну сакупљати књиге за краљевску књижару.  
Стварна одлука о избору 1559. године, са већ успостављеним судом у Мадриду, Сан Лоренца де Ел Ескоријала као градилишта била је контроверзна одлука, која је била у супротности са назнакама његових саветника који су били наклоњени градовима попут Саламанке, јер су били са великом универзитетском традицијом и самим тим са већим интересовањем, на општем нивоу, за књиге. Поред тога, даљина места у односу на изврсна универзитетска места тог времена, попут Саламанке или Ваљадолида, сматрала се још једним додатним проблемом.
Прве књиге почињу да стижу 1565. године . Прве набавке одговарају 42 дупликата књига које су већ постојале у палати.
У 1566. друга серија књига је стигла, међу којима су били делови велике вредности, као што су Златни кодекс (шп. Códice áureo)  , Фигуративна апокалипса (шп. Apocalipsis figurado)  или, можда најважнија, Де баптисмо парвулорум (лат. De baptismo parvulorum), од Светог Августина  (шп. san Agustín), наводно написан у његовој руци.
Током наредне две године бројка од хиљаду свезака премашена је захваљујући доприносу саветника попут бискупа Осме Хонората Хуана (шп. Honorato Juan). У овом тренутку библиотека је постала стварност, а Филип II  се састао са истакнутим представницима свих врста дисциплина како би потражио савете о набавци примерака. Тренд ових година биће прибављање оригинала и старих свезака, јер је према тадашњим критеријумима библиотека била „ предност над другима “.

## Историјска еволуција

### Филип II
У 1571., део библиотеке је купио од Гонзала Переза, једног од краљевих саветника, који је умро пре пет година, после преговора са својим сином.  То је значило 57 грчких рукописа, који су долазили са Сицилије, и 112 латинских, који су долазили из библиотеке војводе од Калабрије . Исте године преминуо је још један од краљевских секретара Хуан Паез де Кастро и поново је део његове библиотеке купљен од његових наследника. Прибављено је 315 томова, углавном грчког и арапског порекла.
Будући да је Ескуриаленсе у то време била институција од великог престижа, појавила се фигура амбасадора, који су свуда слани са упутствима и куповном моћи за куповину бројних примерака. Тако су се на националној територији куповали из катедралних архива и манастирских књижара, док су у главним европским градовима постојали емисари задужени за набавку реномираних дела. Рад емисара у иностранству био је координиран радом библиотекара / повереника у самој библиотеци, с обзиром да је овај био задужен за наручивање и класификовање дела која су стигла у библиотеку Ел Ескориал. Једна од највреднијих колекција која је стигла у библиотеку била је она Грчки рукописи и латински кодекси које је саставио Диего Гузман де Силва током боравка на месту амбасадора у Венецији (1569-1577).
У 1576. попис је направљен да прикупљају 4546 количине, укључујући и рукописа (око 2000) и штампаних књига (око 2500). Исте године набављена је библиотека Диего Хуртадо де Мендоза, која се сматрала најважнијом у Шпанији.  Због ове чињенице сматрало се да је обухватала је више од 850 кодекса и 1000 штампаних свезака.
Почетком 80-их година 16.  века Ескуриаленсе су стекли дела од великог значаја. Први пример је даровао господар Сорије, Хорхе Бетета : кодекс визиготских савета из 9. века нове ере. Поред тога, библиотека Педра Фајарда , Маркес де лос Велез, добила је око 500 образаца. С друге стране, књиге које припадају Исабел ла Католики преузете су из краљевске капеле у Гранади,  од којих су многе велике лепоте - неке, попут Kњиге сати данас се чак продају у факсимилним репродукцијама због њихове визуелне лепоте.
Последња деценија века започела је куповином библиотеке канонисте Антонија Агустина, једне од највећих у Шпанији . Нису сва његова дела доспела до Сан Лоренца, јер су нека одлазила у Ватиканску библиотеку, али око хиљаду примерака завршило је у Краљевској библиотеци Ел Ескоријал.

### Остали Аустријaнци
16.  век  се завршава смрћу Филипа II, 1598. године, који је пре своје смрти установио пензију за библиотеку, како би могла и даље имати буџет за куповину књига.
Његов наследник, Филип III (шп. Felipe III), наставио је ову меру прогласивши привилегију путем које је Ескуриаленсе бесплатно добијао примерак сваке објављене књиге. Што се тиче повећања каталога након Филипа II, динамика је наставила да расте. Ариас Монтано даровао је низ дела међу којима се истичу неки хебрејски кодекси, док је Луис Фајардо 1612. узео велики број арапских кодекса султану Мулеију Зидану .
Краљевска библиотека Ел Ескоријал наставила је да расте током седамнаестог  века  наше ере, будући да је аутентични симбол не само аустријске монархије, већ и саме државе. У ствари, сам Филип IV  (шп. Felipe IV) био је задужен за испоруку најмање 1000 рукописа око 1656. године, углавном из библиотеке његовог славног ваљаног грофа Оливареса , који је заузврат имао копије разних манастирских и катедралних библиотека.

#### Ватра
7. јуна 1671. године догодио се велики пожар који је нанео велике губитке библиотеци и целом манастиру.  Иако је, према изворима, људски напор да пригуши пламен био огроман, то није спречило губитак више од 4.000 кодекса на свим језицима, оригинала и копија. Међу најважнијим губицима, којих је било много, су Визиготски савети (шп.  los Concilios visigóticos), као и Природна историја Индије (шп. la Historia natural de las Indias) - дело Франциска Хернандеза де Толеда из 19 томова .
Једном када је пожар угашен, кодекси су стрпани у исту собу и остали су потпуно поремећени око пола века, а да нико није одлучио да заустави ову случајност. Коначно, 1725. године отац Антонио де Сан Хосе је постављен за библиотекара, који је четврт века посветио преуређивању, рекласификацији и поновном каталогисању свих томова. Укупно, нови инвентар даје цифру од 4.500 примерака као списак преживелих у пожару.

### 18. век: промена тренда
Са Карлосом III (шп.la Historia natural de las Indias) дошло је до тоталне промене у тренду, можда узроковане „пре и после" коју је изазвао пожар 1671. Ако је некада била преовлађујућа идеја да се оставе дела за обогаћивање библиотеке, друштво XVIII  века је мислило да екстраполира дела Ескуриаленсе да обогати своје наслеђе. Другим речима, тадашњи интелектуалци желели су да шире рукописе пронађене у Сан Лоренцу де Ел Ескоријал. Тако су објављени каталози о фондовима како би илустрори имали доказ о количинама које су тамо биле.

### 19. век
Француска инвазија 1808. године представљала је опасност за институцију - а не за радове - упоредиву са великим пожаром, јер је постојала опасност од велике дијаспоре обима због чињенице да је влада Француске наложила пренос средстава галској земљи. Овај задатак поверен је Хосеу Антонију Кондеу, наводном Французу који није показивао такав став, јер је током француске окупације радове скривао у самостану Тринидада у Мадриду.
Упркос горе наведеном, када је 1814. године Фернандо VII донео одлуку да се радови врате на првобитно место, многи су украдени и изгубљени у преносу.  Међу делима која више нису била у Ескуриаленсеу били су Канцониер Баена (шп. el Cancionero de Baena) - коју је француска влада купила на аукцији - Бурбонски кодекс (шп. el Códice borbónicо)   - који су такође преузели Французи - и два грчка јеванђеља која се тренутно налазе у Британском музеју и Пиерпонта Моргана библиотека у Њујорку. Тако, када је 1839. године извршен попис, недостајало је 20 рукописа и 1608 штампе.
Од средине  XIX века  постојале су сталне промене одговорних за библиотеку. 1837. управљање Ескуриаленсе прешло је на Краљевску историјску академију. До тада је њиме управљала заједница јеронимита.  Међутим, упркос чињеници да је академик био задужен за Лаурентину, стварно управљање су вршила бивша имена попут Грегорио Санхез или Хосе Куеведо. 1848. године Краљевска историјска академија завршила је свој посао прелазећи у руке Краљевске куће.
Период промена није значио, као што се могло очекивати, стагнацију у развоју библиотеке. Током ових деценија извршени су многи исцрпнији пописи, као и поновно везивање велике лепоте. Прибављање нових свезака није такво у смислу новина, али главни задатак у овој линији је враћање украдених или једноставно позајмљених дела. Међутим, промене су се дешавале.
Током 1854. године библиотека се вратила у руке Херонимоса, јер је ред био враћен на кратко.  У овом тренутку управљање је било помало погубно, јер је дело Опис Ескоријала, Хуана де Херере, продато за малу количину.  Међутим, пронађено је 106 штампаних дела из Ваљадолида. У овом периоду избио је пожар, у ноћи са 1. на 2. октобар 1872. године, који је, упркос томе што није упоредив са оном из 1671. године, васкрснуо старе духове и нанео одређену штету.

### Тренутни статус
Адреса Краљевске библиотеке Ел Ескоријал поново се променила 1875. године,  прелазећи у Краљевско наслеђе. Десет година библиотекар је био Феликс Розански, пољски свештеник који је био задужен за обнављање и обједињавање старих рукописа. Његов рад је такође био усмерен на санацију штете настале у старом пожару, мада је његов највећи допринос био успостављање библиотеке оца Кларета , од 5.000 примерака.
1885. године, краљевским редом, Ескуриаленсе је поверена Августинцима.  Они су имали јасна наређења да изврше попис и приме и организују средства која су пристизала. Библиотека је у то време већ била намењена практично искључиво истраживачима. Заправо је прво створен каталог инкунабула.
Током целог 20.  века  Августинци су наставили да објављују каталоге како би истраживачима показали списак дела пронађених у Лаурентини. Међутим, како је време одмицало, библиотека је почела да обавља потпуно другачији задатак, што се, с друге стране, тренутно ради.
С једне стране, то је обавезан фокус интересовања истраживача свих старосних група, шпанских или страних, са друге стране Краљевска библиотека Ел Ескоријал је у XXI веку, енклава од туристичког интереса која сваке године привлачи хиљаде посетилаца у град Сиера де Гуадарама.

## Структура

### Главна сала
То је главни део комплета; извори о њој говоре као о „највећој и најплеменитијој“ и зато је позната и као Главна сала.
Дуга је 54 метра, широка је 9, а висока 10, а најупечатљивији је, бар визуелно, свод бачве који крунише просторију.
Овај свод је подељен у 7 зона, од којих је свака украшена фрескама које представљају седам слободних уметности: Тривиум (Граматика, Реторика и Дијалектика) и Куадривиум (Аритметика, музика, геометрија и астрологија). Сваку уметност представља алегоријска фигура из те дисциплине, две повезане приче, по једна са сваке стране (обично извучене из митологије, класичне историје, Библије и свете историје). Ове приче допуњују четворица мудраца, опет половина на једној, а половина на другој страни, репрезентативци сваке уметности. Коначно, на фронтисписима су представљени Филозофија (на северу, која представља стечено знање) и Теологија (на југу, која представља откривено знање).
Ову декорацију насликао је Пелегрино Тибалди (Перегринијев ходочасник), у маниристичком ренесансном стилу, пратећи иконографски програм оца Хосеа де Сигуензе (шп. José de Sigüenza).
Што се тиче бочних делова главне сале, западни зид има 7 прозора са којих се може посматрати планински ланац Гуадарама, док нови има пет великих ниских прозора, са витражима и балконима, и пет малих, сви су се усредсредили на Патио де Реиес.
Бокове краси мноштво уљаних портрета, међу којима се истичу портрети Карлоса II - насликао га је Карењо де Миранда и тамо поставио 1814. године, Филипа II или Карлоса V - потоњег насликао је Пантоха де ла Круз. Нажалост, током Наполеонове инвазије изгубљен је Филип IV у браoн и сребру од Веласкеза, који се сада налази у Националној галерији у Лондону.
У овој главној дворани такође постоје неке бисте, попут оне морнара Хорхе Хуана. У удубљењу једног од прозора налази се ормар од финог дрвета који је дизајниран за одлагање дрвета. Направљен је средином 18.  века нове  ере., а има 2324 комада.
Четири зида имају моћну полицу за књиге коју је дизајнирао Хуан де Херера, архитекта манастира.  У класично-ренесансном је стилу, а направљен је од финог дрвета као што су махагониј, кедар или ебановина. Фраи Хосе де Сигуенза рекао је тада да је то „ најгалантнија и најбоље обрађена ствар овог жанра [...] која је виђена у књижари “. У сваком случају, полица је на мермерном мраморном постољу. Има 54 полице, свака са по шест плутоа. Од времена када је отац Антонио де Сан Хосе био библиотекар, средином 18.  века, друга од ових плутоа има дрвени покривач затворен катанцем, јер је дворјанима било уобичајено да краду књиге.
Књиге у овој књижари су изрезане, што може бити из различитих разлога:
- показати да су резови златни;
- раскид са монотонијом каубоја на слабинама;
- прочитати наслов, написан на њима;
- постављањем, пошто је кичма тања од ивице.

Коначно, под Главне сале поплочан је белим и смеђим мермером. У уздужној оси (од севера ка југу) налази се дрвени сто, уз који иде још пет, од сивог мермера. У сваком од њих постоје два плутоа са књигама, који су били опремљени вратима крајем 18.  века нове  ере. Они потичу из времена Филипа II и у почетку су имали сфере повезане са географијом и астрономијом. У ствари, један од њих је још увек у соби.
Тренутно ови столови служе као излагачи за најважнија дела Ескуриаленсеа, међу којима су Кантигас де Санта Мариа (шп. las Cantigas de Santa María) , аутора Алфонса X ел Сабиа, или Фигуративна апокалипса (шп. un Apocalipsis figurado) која се приписује Хуану Баптеурзу де Фрибурго, Перонету Ламију и Хуану Коломбеу.

### Остали боравци
Остале собе су простори који се тренутно не користе. Међутим, у тадашњим изворима постоје референце о њима.
Пре свега ту су  Висока соба и Летња соба. Отац Хосе де Сигуенза, обе је означио као „два допунска дела“ библиотеке.  Што се тиче прве, Високе собе, она је позната као таква јер се налази непосредно изнад главне сале и симетрична јој је. Колико је познато, садржала је „добро изрезбарене [...] полице [...], статуу светог Лоренса [...], портрете многих понтификата [...], земаљске и небеске глобусе и многа писма и мапе провинција, између осталог, поред, наравно, књига. Као занимљивост, морамо рећи да Сигуенза описује овај собу као веома хладау зими и врућу лети, због високе локације. Међутим, то не спречава да, док главна сала није завршена, све књиге су овде смештене.
Висока соба је имала мноштво употреба, од спаваће собе за новајлије до места на којем је библиотекар организовао радове, пролазећи кроз складиште забрањених књига.
Што се тиче Летње собе, други допунски део оне које је означио Сигуенза, налази се поред Главне сале. Дуга је око 15 метара и широка 6, а има 7 прозора који гледају на Патио де Реиес.  Колико је познато, у овој соби су се налазили веома важни рукописи. Подељена је у два дела, како би се рукописи организовали по језику. Тренутно се користи за очување углавном модерних отисака, мада су најважнији портрети на њој.
Друга соба је Соба рукописа, стара гардероба манастира. Дуга је 29 метара, широка 10 и висока 8, као Главна сала са сводом. Оријентисана је на север, а била је предодређена за чување рукописа у другој половини 19.  века нове  ере.  Има 47 полица и три стола, а рукописи су му пренети након пожара 1671. године, и управо их је овај покрет спасио од пожара 1872. године, јер није утицао на ову собу.
У вези са рукописима је Соба оца Алаехоса. Његова главна референца налази се у тестаменту, где каже да је соба „ тада била мрачна соба попут спаваће собе која се налази у рафинерији, а имала је још мање другог светла са прозора који су излазили у коморе са стране “.  Тадашњи извори говоре о њој као о „библиотеци рукописа“ или „ручној библиотеци“, јер је садржала кодексе свих врста. Ова соба је спаљена 1671. године и од тада је изгубила на вредности.
Коначно, постоји хорска библиотека у којој се налазе канторалне књиге које се користе за молитве и песме у божанској канцеларији. Постоји 221 том, направљен на свицима коже различитих животиња, и они су распоређени у једној полици од једанаест тела.

## Опис главних фондова

### Латиноамериканци
Латински кодекси су традиционално преовлађујућа дела Лаурентине. Тренутно је сачувано око 1400 примерака, али у време када су били пуни могло је бити око 4000. Поново базу пружа библиотека Филипа II, која је, иако је имала само 9 кодекса, имала велику вредност, као што о томе говоре jеванђеља написана златним словима или Фигуративна апокалипса која се приписује Џону Баптеру.
Помало су стизали примерци, већ у првом сату већина из библиотека његових саветника. Тако је Гонзало Перез допринео делима класичних аутора као што су Тит Ливијe или Плинијe , док су то учинили Паез де Kастро или Ариас Монтано. Још један важан допринос библиотеци се догодио 1571. године, када монарх тражи од епископа из целе нације да му пошаљу дела светог Исидора Севиљског која поседују да би издао потпуно издање његових списа. Коначно, као што се и очекивало, књиге послане Филипу II никада нису стигле на одредиште и трајно су остале у Лаурентини.
Велики број такође је дошао из Венеције, истичући 26 кодекса алхемије. С друге стране, бискуп Пласенције Педро Понсе де Леон даровао је велики број кодекса. Такође је 1572. године набавио неке рукописе који су припадали напуљском краљу Алфонсу I. Диего Хуртадо де Мендоза поклонио је око 300 томова, од којих је нешто више од петине сачувано у 2007. години.
Пре смрти Филипа II, било је много доприноса, то је несумњиво било најславније време. После његове смрти, иако процес није прекинут, истина је да он вене. Током седамнаестог  века  главни доприноси потичу из тестамента покојног краља, иако су средином века Маркес де Лише поклонио велики део библиотеке грофа Оливарес - што је 2007. приближно 50% рукописа који су конзервирани.
Страшним пожаром 1671. године изгубљено је око 2.000 дела, непроцењиве вредности. Уз овај губитак, дато је, као синергија, да су постојећи каталози изгубили на снази, тако да једно време преостали рукописи нису били тачно познати. Карлос III, 1762. године, преузео је дужност да томе стане на крај и наручио каталог за који су биле потребне три године. Збирка латинских кодекса претрпела је неизрециво током 18.  века нове ере, јер су у време родољубиве  жестине странице истргнуте из неких томова, посебно Де хабиту клерикорум (лат. De habitu clericorum), јер су изражавали мишљења против нације.
Током  XIX века  рукописи се проучавају, а детаљни каталози објављују се у складу са захтевима времена. Било како било, 2007. латински рукописи заузимају 26 полица од четири плутa, што представља више од 1.300 дела.

### Грци
Колекција која је, у најбољем случају, пронађена у Краљевском манастиру Ел Ескориал, обухватала је 1.150 томова, што је једна од најважнијих у Европи.  У ствари, набавка грчких томова била је једна од главних брига Филипа II практично откако је одлучио да организује велику библиотеку.
Тако, у 1556. преписивач се преселио у Париз, који транскрибује десетине кодекса из различитих области. Тако стиже прва збирка која се састоји од 28 рукописа. Међутим, од 1570. године значајан је пораст дела на грчком језику. Антонио Перез поклонио је 57 кодекса свог оца, исто као што је Хуан Паез де Кастро направио неке од његових ствари. Кодекси су стизали из разних опатија и манастира 1970-их.
Хеленски радови су били толико важни у библиотеци Ел Ескориал да је ангажован грчки преписивач да организује и одржава у добром стању куповине и донације које су стизале у Лаурентину. Диего Хуртадо де Мендоза, који је већ поменут, донирао је 300 рукописа са хуманистичким делима. Пре смрти Филипа II, библиотека је у пуном јеку, а пронађена грчка дела постоје у Европи.
Међутим, током 17.  века  каталог тешко расте.  У овим годинама задаци око њих су каталогизација и конзервација, а заправо је последњи познати допринос, од 52 рукописа, дао Филип IV 1656. године. Разорни пожар који ће се догодити 15 година касније уништио је 700 грчких кодекса, мада се мора додати још губитака због крађа које су се догодиле искоришћавањем нервозе тренутка - које се данас чувају на универзитетима у Упсали и Стокхолму .
Током 18.  века  покушава се издавање грчких фондова, под заштитом круне. Међутим, током рата са Француском почетком 19.  века  хеленски каталог претрпео је велике недостатке, а у ствари комплетна научна каталогизација није могла да се направи до 1885. године - поред тога, финализована је тек 1967. године. Укупно 2007. године постоји око 650 рукописа који заузимају 9 полица од три плута.

### Арапи
Краљевска библиотека Ел Ескориал је у почетку била одличан власник арапских рукописа.  Прва су стечена 1571. године преко Хуана Паеза де Кастра. Од тада су се куповине испреплетале са делима одузетим у разним биткама, попут оне код Лепанта.
1573. године стигла је нова серија дела која су стигла од Хуана де Борје, а која су још увек сачувана у 2007. години. На крају деценије, Хуртадо де Мендоза је дао велики допринос, укључујући 256 рукописа на арапском језику. 1580. било је око 360 свезака, али пошто су практично сви били на медицинским темама, Филип II је уложио велики напор да повећа своју колекцију. Ово дело поверено је члану Инквизиције, који је прегледао заплењена дела и нека од њих уградио у Ескуриаленсе. Тако је после смрти Филипа II постојало око 500 рукописа.
1614. године Лаурентина је обогаћена читавом библиотеком Мулеи Зидан, султана Марока.  Укупно је прегледано и класификовано 3.975 књига, одвојено од постојеће колекције. Када је 1651. године марокански султан затражио повратак своје библиотеке, то је одбијено.
У пожару 1671. године изгубљено је 2.5 кодекса. Спашене су неке од највреднијих, попут Корана заплењеног у Лепанту, али штета је била ненадокнадива. Када је 1691. године изасланик мароканског султана покушао да поврати библиотеку Мулеи Зидана, речено му је да су апсолутно све књиге страдале у пожару.
Мароко је и даље био заинтересован за опоравак своје библиотеке, а неколико деценија касније, 1766. године, султановом секретару је наложено да оде у дипломатску мисију у Шпанију да их поврати. Дали су му нека дела, али библиотекари Ескуриаленсе наредили су да сакрију „добре“ књиге.
У деветнаестом и двадесетом веку једва да има нових додатака. Оно што је произведено је добар каталогизацијски и студијски задатак, посебно у овом другом, с обзиром да се до данас на њему готово није радило.  Наслеђе које је дошло до нашег доба је изузетно, јер су арапски кодекси библиотеке 2007. бројали скоро 2.000.

### Хебреји
Хебрејски рукописи су у најбољем случају формирали колекцију од 100 томова, сви су имали важну вредност због њихове оскудице у Шпанији због прогона које је вршио Суд Свете инквизиције.
Први фондови ушли су 1572. године, а међу њима је била и Библија написана на пергаменту. Ариас Монтано, познати хебраиста, био је задужен за додавање у каталог дела на хебрејском језику у библиотеци, залихе древних и веома лепих дела. Крајем 1576. године Хуртадо де Мендоза је поклонио 28 рукописа, укључујући Таргум Онкелос . Око 1585. године ушли су још неки, које је реквирирала Света канцеларија.
Током седамнаестог  века  колекција стагнира до 1656. године, у којој је из библиотеке грофа-војводе од Оливареса примљена велика пошиљка . У пожару 1671. године изгубљено је 40 рукописа, који су представљали више од 1/3 постојећих. После овога, књиге на хебрејском неко време су остале ускладиштене поред књига које је инквизиција забранила.
Током XIX века  каталози ових кодекса се објављују, посебно у другој половини века. Поред тога, дела јеврејског порекла која су се налазила у Лаурентини била су предмет различитих студија. Током 20.  века  се наставио рад на каталогизацији и опису дела, све док се није достигло њихово тренутно стање. Налазе се у полици са четири реда, а не достижу 80 јединица.

### Кастиљани
Пратећи тренд хебрејских рукописа, Кастиљани нису претерано бројни, иако су несумњивог квалитета. Филип II је у библиотеци смештао дела написана у романтичној љубави, упркос предрасудама које су о њој тада постојале.
Будући да су из кастиљанског језика и зато су шпанском становништву познатији више од порекла, оно што је важно су сами радови који се пронађу.
У почетку су постојали рукописи Франциска де Рохаса, Хуана Понсеа де Леона, Антонија де Геваре - последњег од велике вредности, попут његове Хронике о пловидби Колона - или Хуана де Херере .
Из „палате“ су произашла дела Франциска Хернандеза, Алфонса X ел Сабија и Хуана Баутисте де Толеда. 1576. године из библиотеке Хуртадо де Мендоза стигло је 20 кастиљанских кодекса, међу којима је и Канцониер Баена . Следећих година стижу нова дела Алфонса X ел Сабиа, као и Исабел ла Католике .
Пожар је био једнако поражавајући, сразмерно томе, и дела написана на шпанском језику. Током седамнаестог  века  било је мало повећања, где су главни допринос повећању биле библиотеке грофа Оливареса. Међутим, од сада па надаље, радови на шпанском нису се повећавали.
Тренутно се кастиљански рукописи чувају у Рукописној соби, заузимајући низ плутова у том простору.

### Остали језици
Од мањег значаја су збирке радова написаних на другим језицима, међу којима можемо напоменути:
- Немци: Постоје два кодекса од пергамента.
- Јермени: постоје још два кодекса.
- Кинески / јапански: колекција има 40 свезака, сви од велике важности. Дао их је, углавном, Португалац Грегорио Гонзалвез Филипу II.
- Каталонци / Валенсијанци: сачувано је око 50 кодекса, међу којима се издваја Флос Санкторум с краја 13.  века нове ере.
- Французи: када је био пун било их је скоро 100, али 2007. нису досегли 30. Истиче се Бревијар љубави са прелепим илустрацијама.
- Италијански: има их око 80, углавном везаних за музику - попут коментара Арса Амандија који се приписују Бокациу.
- Персијанци / Турци: сачувано их је скоро 30, а верује се да већина њих потиче из битке код Лепанта .
- Португалски / галицијски: има их само 15, али врло запажених. Сродни су са Алфонсом X Мудрим и Исабел ла Католиком.